# Château de Moncalieri
Le château de Moncalieri (en italien : Castello di Moncalieri), est un édifice historique italien, situé dans la ville de Moncalieri dans le Piémont. Il fait partie de l'ensemble des résidences de la famille royale de Savoie, classées au patrimoine mondial depuis 1997.
Il est le siège de la caserne des carabiniers "Major Alfredo Serranti" , le 1er Régiment de Carabiniers "Piemonte" . 
Depuis décembre 2014, il est administré par le ministère des Biens et des Activités culturelles au travers du Centre des musées du Piémont, devenu en décembre 2019 la direction régionale des Musées.

## Situation
Le château s'élève au sommet d'une colline dominant la ville de Moncalieri et le Pô.

## Histoire
L'origine du château remonte à la construction par Thomas Ier de Savoie d'une forteresse destinée à contrôler l'accès de Turin par le sud. Au milieu du XVe siècle, Yolande de France, épouse du duc Amédée IX, fait transformer le château en résidence de plaisance.

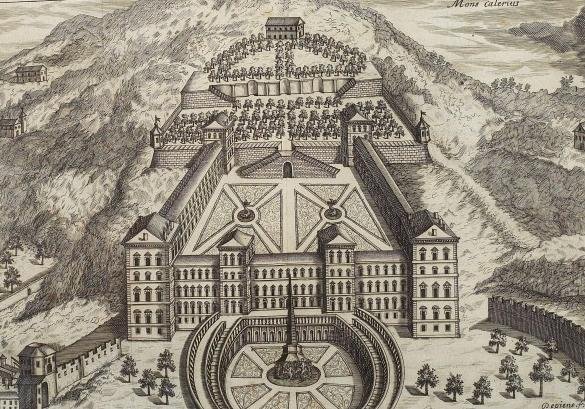
Image du château en 1711

Au XVIIIe siècle, l'arrivée des troupes françaises (Moncalieri fut le premier château occupé par les Français lors de l'avancée du Piémont en 1798 ) provoqua de graves dégâts ; les bâtiments furent utilisés comme caserne, hôpital militaire et prison, tandis qu'une zone du le parc servait de cimetière.
Revenant aux mains des Savoie avec le Risorgimento, Vittorio Emanuele I entreprit, en 1817, des travaux de restauration du complexe. Il engage ainsi, notamment, la décoration des ailes du château avec de grandes fresques représentant les actes des souverains, la reconstruction de l'escalier principal, et confie les sculptures aux soins de Giacomo Spalla. Les appartements annexes furent aussi modifiés. Enfin, la "Cavallerizza" a été construite au fond de la cour d'honneur.
Le 20 novembre 1849, la célèbre Proclamation de Moncalieri est signée dans le château. Grâce à celle-ci, le roi dissout la Chambre des députés du royaume de Sardaigne et appelle les électeurs à soutenir Massimo d'Azeglio comme premier ministre et à approuver le traité de paix avec l'Autriche.
Au cours de la seconde moitié du XIXe siècle, le château fut la résidence des reines mères et des princesses royales, comme la princesse Maria Clotilde de Savoie, fille de Vittorio Emanuele II, et sa fille Maria Letizia Bonaparte.
À partir de 1927, le château de Moncalieri fut le siège de l'École des officiers complémentaires d'artillerie du Corps d'armée de Turin jusqu'à la fin de 1943 , date à laquelle il devint le commandement de la Garde frontière nationale républicaine (it) .
En novembre 1945, il fut attribué aux carabiniers, qui y transférèrent le bataillon de cadets de Turin, puis, en 1948, l'école des élèves-officiers du rang. En 1969, le commandement du 1er Bataillon des Carabiniers fut transféré au Château (appelé caserne majeure "Alfredo Serranti"), prenant, depuis 1977, le nom de 1er bataillon. "Piémont". Depuis 2014, le bataillon a été élevé au rang de 1er régiment de carabiniers « Piémont » . 
En 1991, les appartements royaux sont restaurés et ouverts. Le Château royal est inscrit sur la liste du patrimoine mondial de l'UNESCO depuis 1997.
Le 5 avril 2008, l'une des tours a été endommagée par un incendie, qui a également touché la salle des proclamations de Moncalieri. L'appartement du roi et de la reine, impliqué dans l'incendie, est resté fermé pendant toute la durée des travaux de restauration, qui ont pris fin en 2017. 
Depuis 2017, le château royal, qui peut être à nouveau visité, est en partie le quartier général du régiment et en partie utilisé comme exposition permanente en hommage à la princesse Maria Letizia Bonaparte .
Considéré comme l'un des châteaux les plus hantés d'Italie, il a accueilli du 17 au 19 mars 2017 la première édition du Festival international d' ésotérisme (à l'ancien Foro Boario). 

## Bâtiment

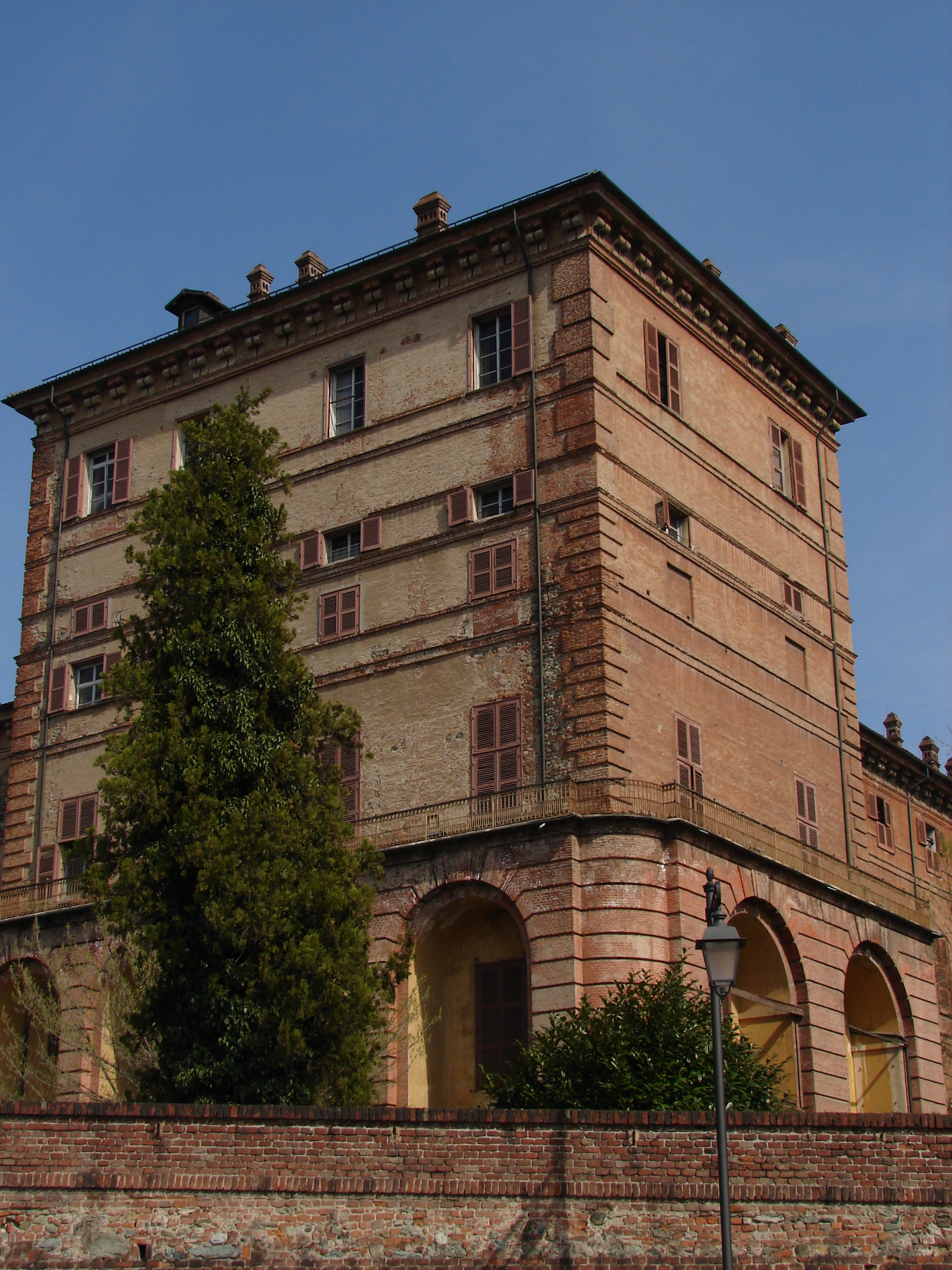
Une des imposantes tours d'angle

Le château en fer à cheval est orienté au nord, bordé par quatre large tours d'angle rectangulaires. Les corps latéraux comportent cinq étages et les murs en briques sont dotés de solides contreforts. Deux bâtiments parallèles aux bâtiments latéraux créent deux cours extérieures, utilisées comme écuries et appartements de domestiques. La façade sud donne sur un petit jardin à l'italienne et présente deux tourelles cylindriques, vestiges de l'ancien château du XVe siècle. Le belvédère de l'entrée nord est d'origine.

## Parc

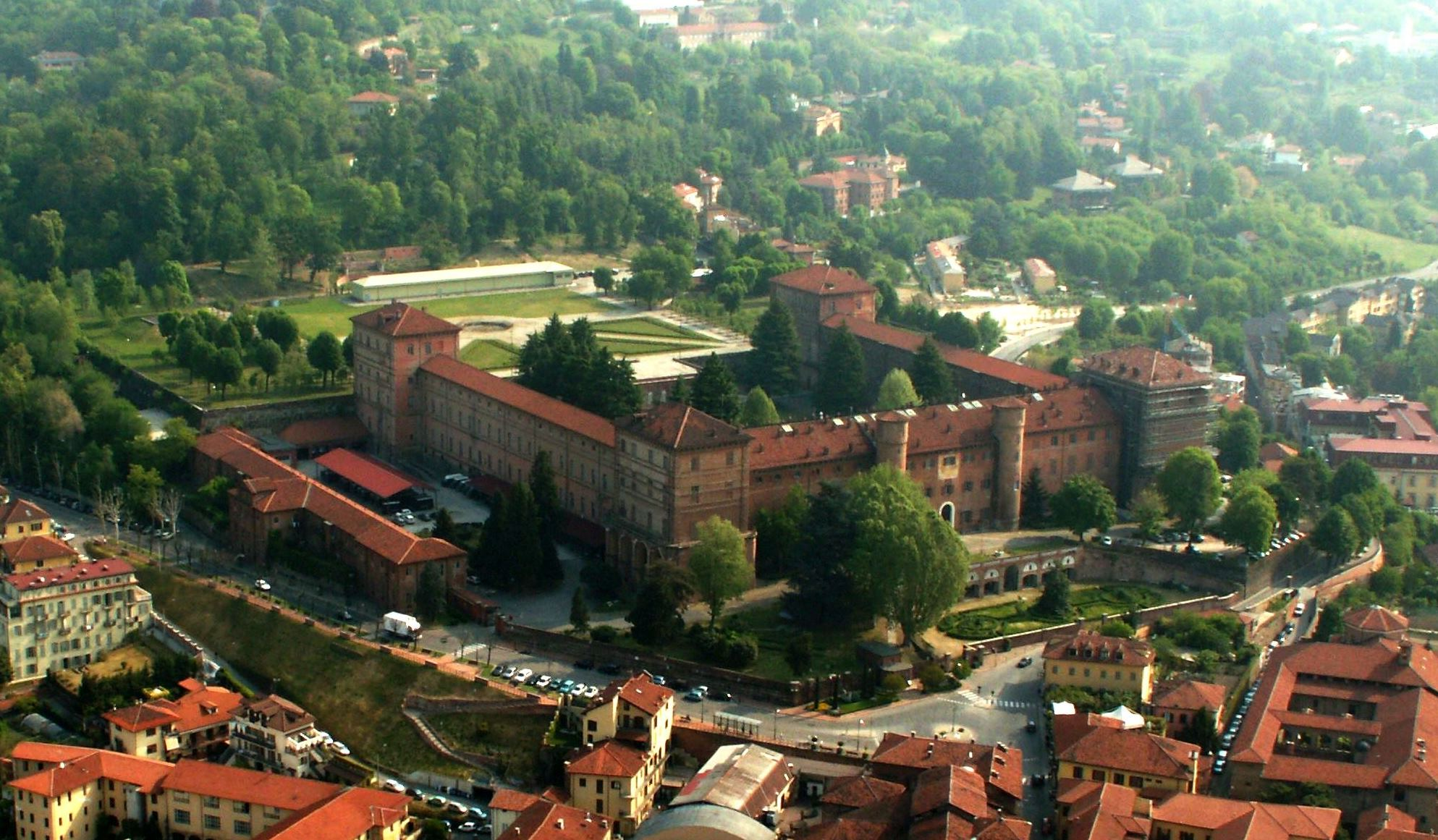
Vue aérienne du château

Le jardin anglais s'étend sur une colline d'environ 10 hectares. Il a fait l'objet de travaux de restauration qui ont permis de retrouver la composante végétale et les bâtiments présents dans le parc, dont la Cavallerizza (la plus grande des demeures des Savoie, avec ses 1 000 mètres carrés et dont la restauration est achevée), la Casa del Vignolante, la Tour Roccolo et le lac aux nénuphars. Le grand parterre à l'italienne n'a pas été entièrement réhabilité car une partie est occupée par le stand de tir des Carabiniers.